# Cabana del Quelo
La Cabana del Quelo és una cabana de pagès del terme municipal de Tremp, a l'antic terme de Gurp de la Conca, al Pallars Jussà.
Està situada molt a prop i a ponent de la ciutat de Tremp, a l'esquerra del torrent de la Fontvella, entre los Congistols i la Fassina, aquesta darrera, del terme de Talarn.